# Crosshill
Crosshill är en ort i Storbritannien.   Den ligger i kommunen South Ayrshire och riksdelen Skottland, i den centrala delen av landet, 500 km nordväst om huvudstaden London. Crosshill ligger 72 meter över havet och antalet invånare är 495.
Terrängen runt Crosshill är kuperad söderut, men norrut är den platt. Crosshill ligger nere i en dal. Runt Crosshill är det glesbefolkat, med 10 invånare per kvadratkilometer. Närmaste större samhälle är Ayr, 16,2 km norr om Crosshill. I omgivningarna runt Crosshill växer i huvudsak blandskog.